# Głębinów
Głębinów est une localité polonaise située dans la voïvodie d'Opole et le powiat de Nysa.

## Géographie

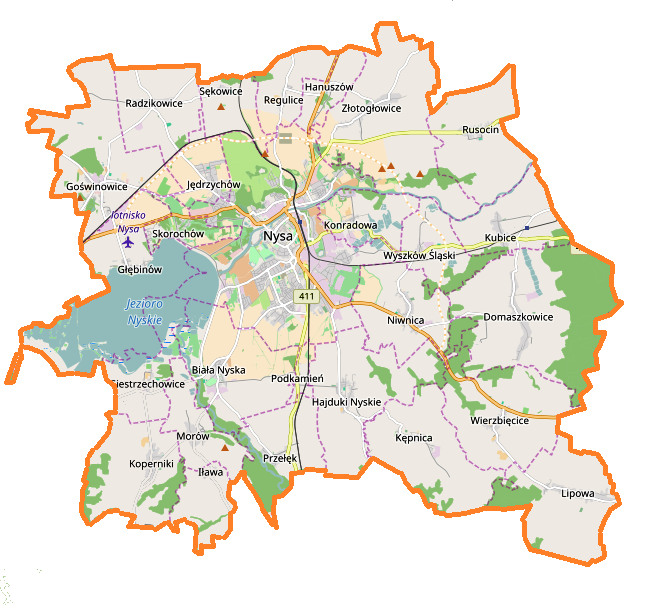
Carte de la gmina de Nysa.